# Pseudomyrmex browni
Pseudomyrmex browni är en myrart som beskrevs av Kempf 1967. Pseudomyrmex browni ingår i släktet Pseudomyrmex och familjen myror. Inga underarter finns listade i Catalogue of Life.

## Bildgalleri

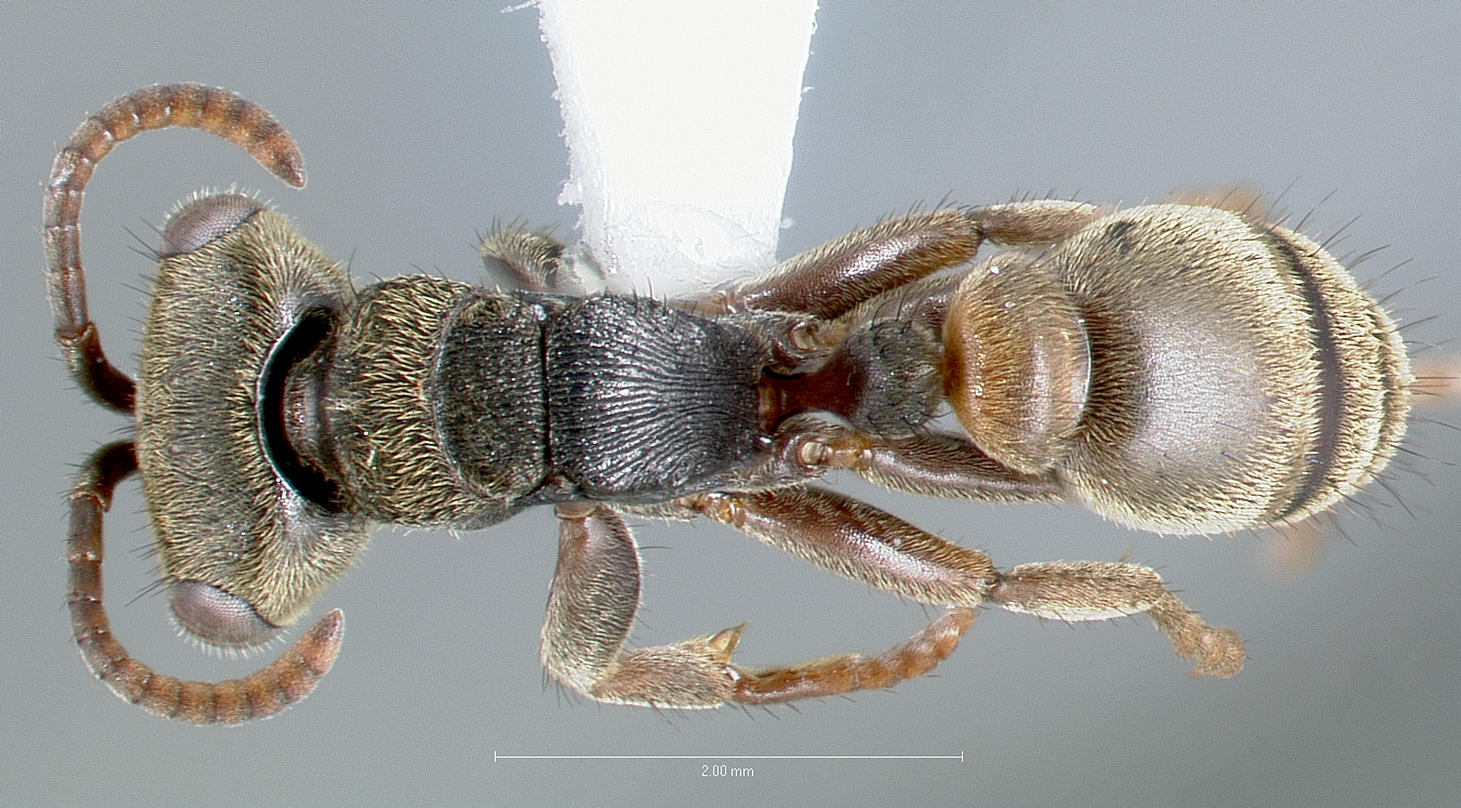
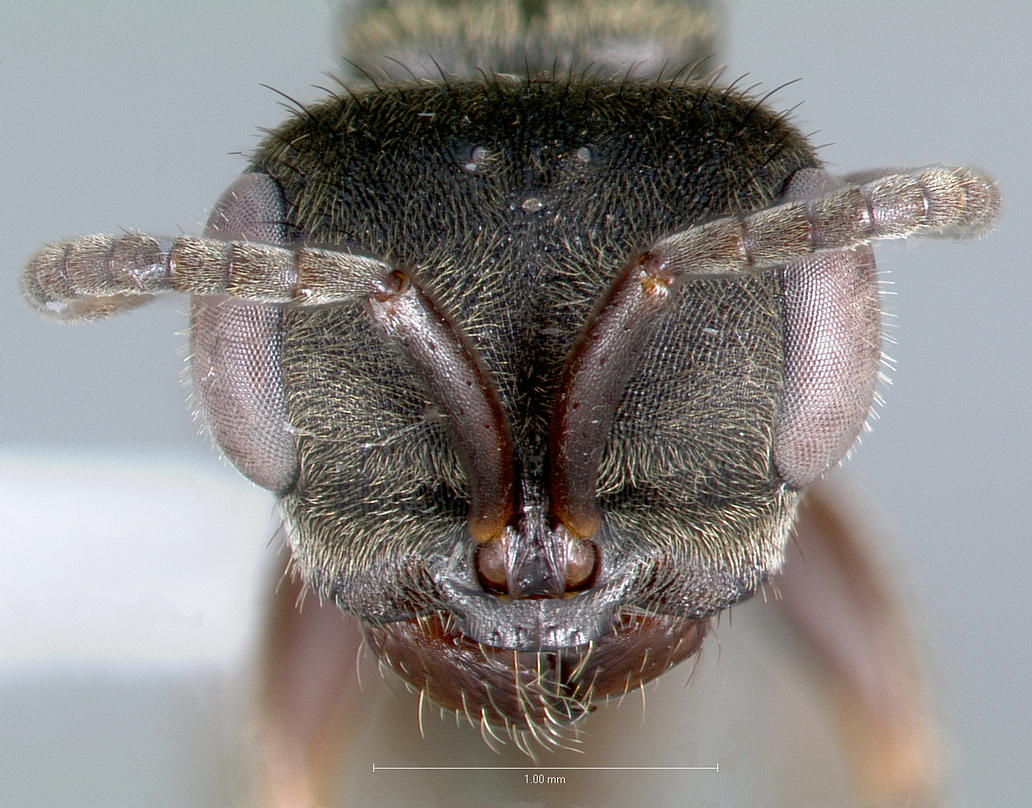
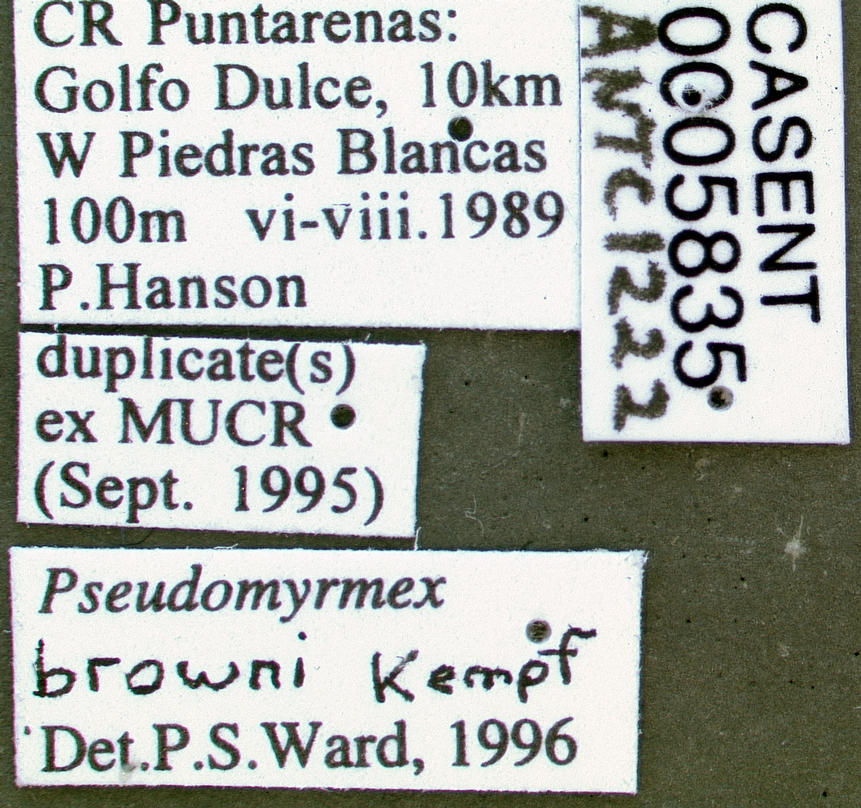
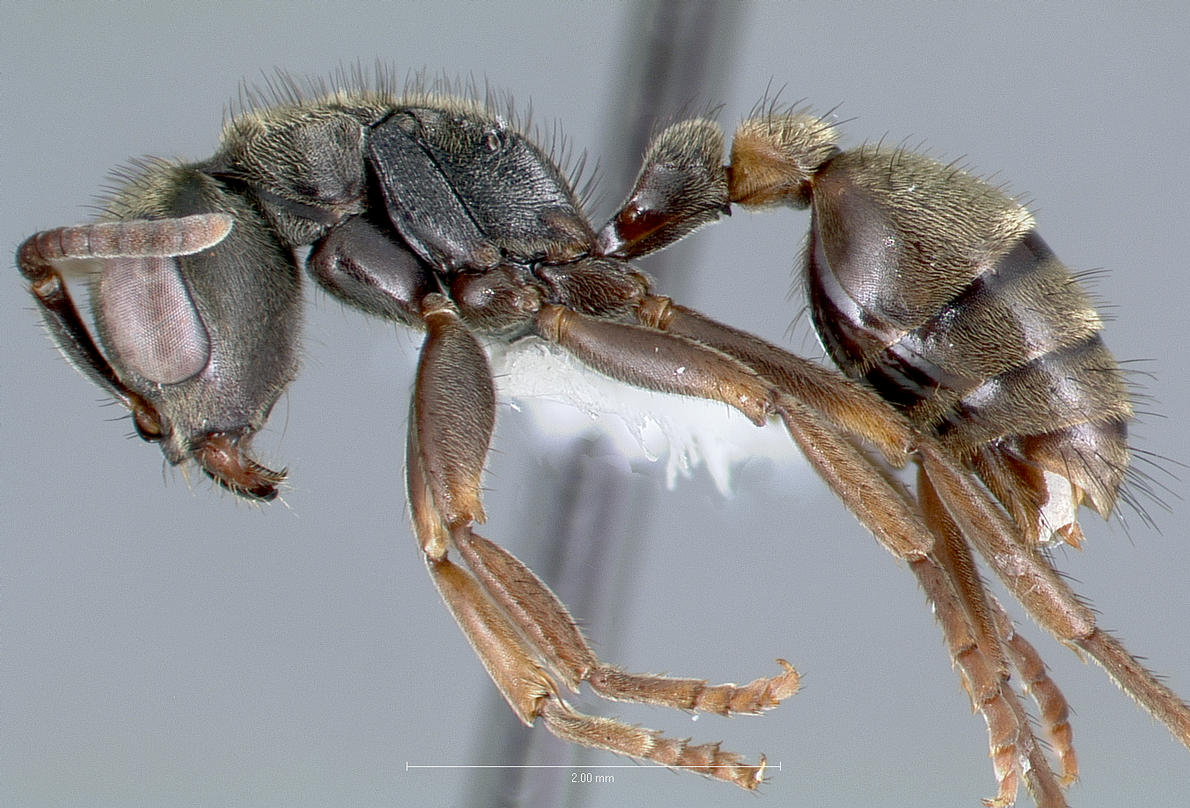